# Willi Eliasen
 Ikke at forveksle med Willy Eliasen.
Willi Lindgren Eliasen (født 15. januar 1935, død oktober 2004) var en dansk kriminalassistent og kommunalpolitiker, der fra 1992 til 2000 var borgmester i Køge Kommune, valgt for Socialdemokratiet.
Han blev ansat som kriminalassistent ved Køge Politi i 1963.
Politisk debuterede han som byrådsmedlem i 1970 for Det Radikale Venstre. I 1980 blev han dog i stedet medlem af Socialdemokratiet, og i 1992 lykkedes det ham at blive kommunens borgmester. Under hans ledelse blev etableringen af erhvervsområdet Skandinavisk Transportcenter besluttet. Der blev desuden etableret erhvervssamarbejdet København Syd, som foruden Køge omfattede kommunerne Greve, Solrød og Vallø.
Efter sit politiske virke var han nogle år formand for ældrerådet i Køge Kommune.
Willi Eliasen døde efter kort tids sygdom.